# Cteniscus nigrifrons
Cteniscus nigrifrons är en stekelart som först beskrevs av Thomson 1883.  Cteniscus nigrifrons ingår i släktet Cteniscus och familjen brokparasitsteklar. Arten är reproducerande i Sverige. Inga underarter finns listade i Catalogue of Life.